# Сан-Сільвестре-де-Гусман
Сан-Сільвестре-де-Гусман (ісп. San Silvestre de Guzmán) — муніципалітет в Іспанії, у складі автономної спільноти Андалусія, у провінції Уельва. Населення — 755 осіб (2010).

## Географія
Муніципалітет розташований на португальсько-іспанському кордоні.
Муніципалітет розташований на відстані близько 460 км на південний захід від Мадрида, 38 км на захід від Уельви.

## Демографія
Динаміка населення (INE ):